# Bürstegg
Bürstegg is een gehucht in de gemeente Lech am Arlberg in het district Bludenz in de West-Oostenrijkse deelstaat Vorarlberg.
Bürstegg ligt op een hoogte van 1.718 meter en werd rond het begin van de 18e eeuw gebouwd door de Walser, een Alemannisch volk dat afkomstig was uit het Zwitserse Wallis.
Het gehucht biedt plaats aan een kerk en kende tot de bergflucht in de 20e eeuw ook nog een schooltje. In die tijd had het meer inwoners, namelijk rond vijftien families. Begin 21e eeuw wordt er in het gehucht nog een variant van het Alemannisch gesproken, die tot het Zwitserduits behoort.
Vanuit Bürstegg is er zicht op de Biberkopf, een bergtop van 2.599 meter op de grens van Oostenrijk met Duitsland.

Bürstegg, winter 2011